# Marlon Pérez
Marlon Alirio Pérez Arango (* 10. Januar 1976 in Támesis; † 4. Oktober 2024 in El Carmen de Viboral) war ein kolumbianischer Radrennfahrer und Pilot im Paracycling.

## Sportliche Laufbahn
Im Jahr 1994 wurde Marlon Pérez Juniorenweltmeister im Punktefahren. Bei den Panamerikanischen Spielen 1999 gewann er die Goldmedaille im Punktefahren und in der Einerverfolgung.
Seine Karriere auf der Straße begann er 2001 bei dem Radsportteam 05 Orbitel, nachdem er im Jahr 2000 das Zeitfahren der Kolumbien-Rundfahrt für sich entschied. Auch 2001 gewann er erneut drei Etappen bei dem Rennen durch sein Heimatland, und zwei Monate später wurde er kolumbianischer Zeitfahrmeister. 2004 wechselte er zur Mannschaft Colombia-Selle Italia. Bei der Tour de Langkawi gewann er zu Beginn der Saison die ersten beiden Etappen.
Dreimal – 1996, 1996 und 1996 – nahm er an den Olympischen Spielen teil. In der Mannschaftsverfolgung belegte er mit seinem Team 1996 Platz 17., im Punktefahren 2000 Platz 21. 2004 nahm er an der Einerverfolgung und dem Straßenrennen teil, konnte beide Wettbewerbe aber nicht beenden.
Im Jahr 2012 gewann er bei der Vuelta a Costa Rica zwei Etappen. Nachdem bei zwei Dopingkontrollen während dieser Rundfahrt in der A-Probe seines Urins GW1516 gefunden wurde, wurde er am 3. Mai 2013 durch die Union Cycliste Internationale vorläufig suspendiert. Bei GW1516 handelt es sich um ein Medikament, das ursprünglich zur Bekämpfung von Adipositas entwickelt wurde, jedoch nicht zugelassen wurde, da sich in klinischen Studien eine hohe Krebsgefahr zeigte. Die Weltantidopingagentur hatte vor dem Gebrauch dieses als Gendoping anzusehenden Präparats, das alleine auf dem Schwarzmarkt erhältlich ist, aufgrund der Gesundheitsgefährdung im Frühjahr 2013 ausdrücklich gewarnt. Eine Sanktion dieses Verstosses ist nicht bekannt.
2017 startete Pérez als Pilot des sehbehinderten Fahrers Nelson Serna bei den Paracycling-Weltmeisterschaften; das Duo wurde Weltmeister.
Pérez starb am 4. Oktober 2024 im Alter von 48 Jahren an einer Stichverletzung infolge eines Streits.

## Erfolge

### Straße
1996
- Kolumbianischer Meister – Einzelzeitfahren

2000
- Rhône-Alpes Isère Tour
- eine Etappe Vuelta a Colombia

2001
- Kolumbianischer Meister – Einzelzeitfahren
- Prolog und zwei Etappen Vuelta a Colombia

2002
- Prolog und eine Etappe Vuelta a Colombia

2004
- drei Etappen Vuelta al Táchira
- eine Etappe Tour de Langkawi

2005
- zwei Etappen Vuelta a Venezuela

2011
- Prolog Vuelta a Colombia
- Panamerikaspiele – Einzelzeitfahren

2012
- zwei Etappen Vuelta a Costa Rica

### Bahn
1994
- Weltmeister – Punktefahren (Junioren)

1999
- Panamerikaspiele – Einerverfolgung
- Panamerikaspiele – Punktefahren

### Paracycling
2017
- Weltmeister – Straßenrennen (als Pilot von Nelson Serna)

## Grand-Tour-Platzierungen
| Grand Tour            | 2004 | 2005 | 2006 | 2007 | 2008 |
| --------------------- | ---- | ---- | ---- | ---- | ---- |
| Giro d’ItaliaGiro     | 39   | DNF  | –    | –    | 90   |
| Tour de FranceTour    | –    | –    | –    | –    | –    |
| Vuelta a EspañaVuelta | –    | –    | –    | –    | –    |

## Teams
- 1999 Empresas Públicas de Medellín
- 2000 Aguardiente Antioqueño
- 2001–2003 05 Orbitel
- 2004–2005 Colombia-Selle Italia
- 2006 Tenax
- 2007 Universal Caffè-Ecopetrol
- 2008–2009 Caisse d’Epargne
- 2010–2011 GW Shimano-Chec-Edec-Envia
- 2012 Colombia-Comcel
- 2013 GW Shimano